# Adolph Zukor
Adolph Zukor (Ricse, Imperio austrohúngaro, 7 de enero de 1873 - Los Ángeles, 10 de junio de 1976) fue un productor de películas estadounidense de origen austrohúngaro. Fundador de la Paramount Pictures y uno de los padres de la industria cinematográfica y de la configuración del star-system.
Zukor murió por causas naturales en su residencia de Los Ángeles a los 103 años.

## Premios y distinciones
Premios Óscar
| Año  | Categoría        | Resultado |
| ---- | ---------------- | --------- |
| 1949 | Óscar honorífico | Ganador   |